# راهوب
الراهوب (الاسم العلمي: Microbotryum)، جنس فطور مجهرية طفيلية من فصيلة الراهوبية. يضم 89 نوعًا.